# Grand Orient du Brésil
Pour les articles homonymes, voir GOB.
Le Grand Orient du Brésil (GOB) (Grande Oriente do Brasil) est la plus ancienne obédience maçonnique brésilienne. Fondé le 17 juin 1822, elle a activement participé à des moments importants de l’histoire du Brésil, tels que l’abolition de l’esclavage, la proclamation de la République et l’indépendance du Brésil.

## Dirigeants
- 1° (1822-1822) : José Bonifácio de Andrada e Silva
- 2° (1822-1822) : Pierre Ier (empereur du Brésil)
- 3° (1831-1837) : José Bonifácio de Andrada e Silva
- 4° (1837-1850) : Antônio Francisco de Paula de Holanda Cavalcanti de Albuquerque
- 5° (1850-1863) : Miguel Calmon du Pin e Almeida
- 6° (1850-1863) : Luís Alves de Lima e Silva
- 7° (1863-1864) : Bento da Silva Lisboa
- 8° (1864-1871) : Joaquim Marcelino de Brito
- 9° (1871-1880) : José Maria da Silva Paranhos
- 10° (1880-1885) : Francisco José Cardoso Júnior
- 11°(1885-1889) : Luís Antônio Vieira da Silva
- 12° (1889-1890) : João Batista Gonçalves Campos
- 13° (1890-1892) : Manuel Deodoro da Fonseca
- 14° (1892-1901) : Antonio Joaquim de Macedo Soares
- 15° (1901-1904) : Quintino Antônio Ferreira de Sousa Bocaiuva
- 16° (1904-1916) : Lauro Nina Sodré e Silva
- 17° (1905-1905) : Francisco Glicério de Cerqueira Leite
- 18° (1917-1919) : Nilo Procópio Peçanha
- 19° (1922-1925) : Mario Marinho de Carvalho Behring
- 20° (1925-1926) : Vicente Saraiva de Carvalho Neiva
- 21° (1926-1927) : Joao Severiano da Fonseca Hermes
- 22° (1927-1933) : Octávio Kelly
- 23° (1933-1940) : Jose Maria Moreira Guimaraes
- 24° (1940-1952) : Joaquim Rodrigues Neves
- 25° (1953-1954) : Benjamin de Almeida Sodré
- 26° (1954-1963) : Cyro Werneck de Sousa e Silva
- XX  (1964-1968) : Álvaro Palmeira
- 27° (1968-1973) : Moacyr Arbex Dinamarco
- 28° (1973-1978) : Osmane Vieira de Resende
- 29° (1978-1983) : Osires Teixeira
- 30° (1983-1987) : Jair Assis Ribeiro
- 31° (1987-1988) : Enoc Almeida Vieira
- 32° (1988-1993) : Jair Assis Ribeiro
- 33° (1993-2001) : Fancisco Murilo Pinto
- 34° (2001-2008) : Laelso Rodrigues
- 35° (2008-2018) : Marcos José da Silva
- 36° (2018-) : Múcio Bonifácio Guimarães